# Moederkerk, George
Moederkerk (Moderkyrkan) är en kyrkobyggnad som tillhör samfundet Nederduitse Gereformeerde Kerk. Kyrkan ligger i staden George i Västra Kapprovinsen i sydvästra delen av Sydafrika.

## Historik
Kyrkan uppfördes år 1842. Hörnstenen lades 14 april 1832 och slavar nyttjades för en del av byggnadsarbetet som att gräva ut för fundamentet som är sex fot djupt och fem fot brett.
På grund av ekonomiska problem dröjde det tolv innan kyrkan färdigställdes och kunde invigas den 9 oktober 1842.
I april 1873 försågs kyrkorummet med ett trägolv. Nuvarande orgel donerades till församlingen år 1879.
En stor renovering genomfördes år 1904 men kort därefter den 13 september 1905 rasade kyrktornet. År 1906 var kyrktornet återställt.